# Innenentwicklung
Innenentwicklung bezeichnet in Städtebau und Stadtplanung die Strategie, den zukünftigen Bedarf an Bauflächen durch die Nutzung von innerörtlichen, bereits erschlossenen Flächen zu decken und auf die Ausweisung von neuen Bauflächen auf der Grünen Wiese weitgehend zu verzichten. Obwohl Innenentwicklung schon lange eine wesentliche städtebauliche Zielsetzung darstellt, ist die Intensität der Flächenneuinanspruchnahme im Außenbereich weiterhin hoch. In Anbetracht der Tatsache, dass Fläche eine bedeutsame begrenzte natürliche Ressource darstellt, sowie angesichts des demographischen Wandels sowie ökonomischer Aspekte bedarf es einer qualifizierten Auseinandersetzung mit Strategien und praktischen Instrumenten der Innenentwicklung, um das im Baugesetzbuch (BauGB) definierte Ziel Innen- vor Außenentwicklung umzusetzen.

## Ausgangssituation und Problemlage
Seit den 1950er Jahren ist die Entwicklung von Städten und Gemeinden in Westdeutschland – seit 1990 auch in Ostdeutschland – in unterschiedlichem Ausmaß durch Wachstum und Ausdehnung der Siedlungsfläche ins Umland (Suburbanisierung) gekennzeichnet. Die Gründe hierfür sind vielfältig: Neben dem steigenden Wohlstand und dem Bevölkerungswachstum der 1950er bis 1970er Jahre in Westdeutschland sind hierfür vor allem der Durchbruch der Massenmotorisierung (PKW-Verfügbarkeit) und die hierdurch mitermöglichte Realisierung veränderter Wohnpräferenzen (Ideal des Wohnens im Einfamilienhaus in wenig verdichteter Lage) verantwortlich. Der Suburbanisierung der Wohnfunktion folgt die Standortverlagerung von Industrie, Gewerbe und Handel an den Stadtrand oder auf die grüne Wiese. In der Summe führt dies einerseits zu einem im Verhältnis zur Bevölkerungszahl überproportional stark steigenden Flächenverbrauch für Siedlungs- und Verkehrszwecke, der mit Flächenversiegelung und dem Verlust von Biodiversität einhergeht.
Dem gegenüber ist andererseits zunehmend das Brachfallen von Flächen und Gebäuden in Innenbereichen von vielen Städten und Gemeinden festzustellen. Gründe hierfür sind die demographischen Entwicklung und der Strukturwandel in Landwirtschaft, Industrie, Einzelhandel sowie die Aufgabe von Militär- und Infrastrukturstandorten auf der Nachfrageseite. Auf der Angebotsseite fehlen häufig attraktive Angebote für Wohnen, Arbeiten, Handel und Freizeit in den Zentren. Ein wachsender Funktionsverlust und die Verödung von Ortszentren und Innenstädten sind die Folge, was wiederum mit einem generellen Verlust an Standortattraktivität und Lebensqualität verbunden ist. Den am Siedlungsrand zusätzlich entstehenden Kosten für Schaffung und Aufrechterhaltung von Infrastruktur und öffentlichen Dienstleistungen steht eine immer weniger effizient genutzte, jedoch kostenintensive Infrastruktur im Zentrum gegenüber. Dies führt zu einer erheblich steigenden Kostenbelastung für die Kommunen. Seit den 2010er-Jahren besteht besonders in den städtischen Zentren wachsender Metropolregionen eine wieder verstärkte Wohnraumknappheit und damit Nachfrage nach Wohnungsneubau.
Merkmale dieses Wandels sind zusammengefasst:
- der Anstieg der Wohnfläche pro Person von ca. 14 m² (1950) auf mittlerweile 47,7 m² (2021).
- die Verkleinerung der durchschnittlichen Haushaltsgröße von 3 (1950) auf heute 2 Personen je Haushalt.
- die Zunahme der Anzahl zugelassener Pkw von ca. 1,7 Mio. (1955) auf ca. 48,7 Mio. (2022)
- das kontinuierliche Wirtschaftswachstum, mit der damit verbundenen Steigerung des allgemeinen Lebensstandards und der Ansprüche an die Wohnungsversorgung.
- Flächenexpansion und veränderte Standortanforderungen in Landwirtschaft, Industrie und Dienstleistungsgewerbe (insbesondere Einzelhandel).
- die Ausdehnung von Verkehrsflächen.

## Steigendes Problembewusstsein
Eine Reihe von Entwicklungen und Trends führen seit den 1980er-Jahren zu einem wachsenden Problembewusstsein in Politik und Gesellschaft:
- Die dargestellten negativen Folgen der Zersiedelung werden deutlicher.
- Der Anstieg der Wohnfläche pro Person verlangsamt sich.
- Die durchschnittliche Haushaltsgröße nimmt nur noch langsam ab.
- Die Lage vieler öffentlicher Haushalte ist angespannt.
- Durch den wirtschaftlichen Strukturwandel, die Umstrukturierungsprozesse bei Bahn, Post, Energieversorgungsunternehmen und anderen Infrastruktureinrichtungen sowie durch die Aufgabe von Militärstandorten entstehen in vielen Kommunen große Flächenreserven in besten, innerstädtischen Lagen für neue Nutzungen zur Verfügung.
- Der Wandel der Wirtschaft zu Dienstleistungen und emissionsarmem Gewerbe ermöglicht die Reintegration von Arbeitsstätten in innerstädtische nutzungsgemischte Quartiere.
- Die Attraktivität des Standortes Innenstadt, geprägt durch Nähe zu Versorgungs-, Kultur- und Infrastrukturangebot, gewinnt nachweislich wieder an Bedeutung. Zumindest für bestimmte Lebensstilgruppen kann eine Reurbanisierung festgestellt werden. Die wachsende Zahl älterer Menschen infolge des demographischen Wandels ist eine dieser Gruppen, die diesen Trend in den kommenden Jahrzehnten beschleunigen wird.

Dies stellt viele Städte und Gemeinden vor die komplexe Aufgabe, gleichzeitig neue attraktive Flächenangebote für unterschiedliche Nutzungen zu schaffen, den weiteren Flächenverbrauch einzudämmen und die Zukunftsfähigkeit der innerstädtischen Quartiere und Ortszentren zu erhalten und zu stärken.

## Gesetzliche Verankerung des Vorrangs der Innenentwicklung
Die Wiedernutzung brachgefallener Flächen und Gebäude im Innenbereich ist bei Betrachtung eines einzelnen Bauvorhabens in der Regel teurer als ein Neubau „auf der grünen Wiese“, da bei Brachflächen häufig Kosten für Bodensanierung anfallen und in Planung und Bau mehr Rücksicht auf die Umgebungsbebauung genommen werden muss, weshalb sie häufig unterbleibt. Sie ist aber sowohl aus Gründen des Freiraumschutzes als auch in stadtgestalterischer und stadtökonomischer Hinsicht wünschenswert. Seit den 1990er Jahren wird in der Fachöffentlichkeit von Stadt- und Landschaftsplanung daher verstärkt eine grundlegende Umorientierung der Siedlungsentwicklung auf eine konsequente Bestandsentwicklung bei weitgehendem Verzicht auf die Ausweisung neuer Bauflächen gefordert. Gemäß der Zielvorgabe Innenentwicklung vor Außenentwicklung sollen vorhandene Potenziale im Bestand durch Wiedernutzung von Leerstand, Umnutzung und/oder bauliche Verdichtung besser ausgeschöpft werden. Hierdurch kann eine Neuinanspruchnahme von Landschaft für Siedlungszwecke vermieden, die Suburbanisierung gebremst, Innenstädte und Ortskerne revitalisiert und die Effizienz der kommunalen Infrastruktur kostenoptimiert werden.
In der Folge wurde 2013 der Grundsatz des Vorrangs der Innen- vor Außenentwicklung im Baugesetzbuch (§1 Abs. 5) verankert.
Allerdings gehen durch Nachverdichtung und bauliche Innenentwicklung auch potentielle Grünflächen im Innenbereich verloren. In der Fachdiskussion hat sich daher das Konzept der „doppelten Innenentwicklung“ durchgesetzt, dass eine behutsame, einzelfallbasierte bauliche Nutzung von Potenzialen bei gleichzeitiger Aufwertung bestehender und verbleibender Grünflächen beschreibt. Diesen Zielkonflikt versucht auch der Ansatz des Aktiven Flächenressourcenmanagements zu überwinden und dementsprechende Möglichkeiten und Strategien zur Aktivierung innerörtlicher Flächenpotenziale aufzuzeigen. Anknüpfend daran sind spezielle Strategien zur baulichen Anpassung und Aktivierung leerstehender Gebäude, entsprechend den heutigen Anforderungen von Wohnen und Gewerbe, vorhanden. Diese werden unter den Begriffen Leerstandsmanagement und Gebäuderessourcenmanagement subsumiert.